# 반직접곱
군론에서 반직접곱(半直接-, 영어: semidirect product) 또는 반직적(半直積)은 두 군의 곱집합에 군의 구조를 부여하는 한 방법이다. 두 군의 직접곱을 일반화한 개념이다.

## 정의
{\displaystyle N}과 {\displaystyle H}가 군이라고 하자. {\displaystyle \operatorname {Aut} (N)}이 {\displaystyle N}의 자기동형사상군이라고 하고, {\displaystyle \phi \colon H\to \operatorname {Aut} (N)}이 군 준동형이라고 하자. 즉, {\displaystyle H}는 {\displaystyle \phi }를 통해 {\displaystyle N} 위에 작용한다. 그렇다면 곱집합 {\displaystyle N\times H}에 다음과 같은 곱셈 연산을 정의하자.
{\displaystyle (n_{1},h_{1})\cdot (n_{2},h_{2})=(n_{1}\phi _{h_{1}}(n_{2}),h_{1}h_{2})}
이 연산은 군의 공리를 만족한다는 것을 확인할 수 있다. 집합 {\displaystyle N\times H}에 이 연산을 가진 구조를 {\displaystyle N}과 {\displaystyle H}의 {\displaystyle \phi }를 통한 반직접곱 {\displaystyle N\rtimes _{\phi }H}라고 한다.

## 성질
{\displaystyle G=N\rtimes H}라고 하자. 이 경우 다음과 같은 짧은 완전열이 존재한다.
{\displaystyle 1\to N\to G\to H\to 1}.
즉, {\displaystyle H=G/N}이다.
반면, 그 역은 성립하지 않는다. 일반적으로 짧은 완전열이 존재하더라도 이를 항상 반직접곱으로 나타낼 수 있지는 않다. 예를 들어
{\displaystyle 1\to \mathbb {Z} _{2}\to \mathbb {Z} _{4}\to \mathbb {Z} _{2}\to 1}
을 생각해 보자. {\displaystyle \operatorname {Aut} (\mathbb {Z} _{2})=1}이므로, 반직접곱 {\displaystyle \mathbb {Z} _{2}\rtimes \mathbb {Z} _{2}}은 항상 직접곱 {\displaystyle \mathbb {Z} _{2}\times \mathbb {Z} _{2}}밖에 존재하지 않는다. 그러나 물론 {\displaystyle \mathbb {Z} _{4}\neq \mathbb {Z} _{2}\times \mathbb {Z} _{2}}이다.

### 충분 조건
슈어-차센하우스 정리(영어: Schur–Zassenhaus theorem)에 따르면, 만약 유한군 {\displaystyle G} 및 정규 부분군 {\displaystyle N}이 주어졌고, 만약 {\displaystyle |N|}과 {\displaystyle |G/N|}이 서로소라면 (즉, {\displaystyle N}이 홀 부분군이라면), {\displaystyle G}는 {\displaystyle N}과 {\displaystyle G/N}의 반직접곱이다. 이는 이사이 슈어와 한스 차센하우스가 증명하였다.

## 같이 보기
- 분할 완전열
- 직접곱